# Batalla del Golf de Morbihan
La batalla del Golf de Morbihan o, simplement, batalla de Morbihan, lluitada el juny del 56 aC a la costa de l'actual departament bretó de Morbihan (Ar Mor-Bihan), va ser la primera batalla naval combatuda a l'Atlàntic Nord.

## Antecedents
Després dels contratemps a principis d'any, Juli Cèsar va idear una nova tàctica, en veure que l'única manera que els romans podien vèncer el superior poder naval dels vènets era l'abordatge. Cada vaixell de la marina romana duria el seu contingent normal d'infanteria de marina, probablement legionaris, i estarien armats amb esmolats ganxos muntats en pals llargs.

## Batalla
Després que alguns vaixells vènets als que se'ls van tallar els aparells, fent-los vulnerables a l'abordatge, foren presos, la resta de la flota va intentar escapar, però el vent els va fallar, deixant la flota dels vènets vulnerable al llarg de la costa. Els romans van aprofitar els rems, que els donaven major velocitat per perseguir i derrotar els vaixells vènets d'un en un. La batalla va durar des de les deu del matí fins al vespre, quan els vaixells vènets supervivents van poder escapar.

## Conseqüències
Amb la seva flota delmada, els vènets no van tenir més remei que rendir-se. Juli Cèsar no es trobava en un estat d'ànim misericordiós, de manera que els membres del Senat vènet van ser executats i la resta de la tribu van ser venuts com esclaus.